# Женская сборная России по хоккею с шайбой
Женская сборная России по хоккею с шайбой представляет Россию на международных турнирах по хоккею с шайбой. Управляется Федерацией хоккея России (ФХР). Главный тренер сборной — Евгений Бобарико.
Первый официальный матч сыграла 1 апреля 1994 года против Швейцарии (1:2). По состоянию на 2013 год сборная занимала 4-е место в мировом рейтинге. В активе сборной России три бронзовые медали чемпионатов мира: 2001, 2013 и 2016 годов.
По состоянию на 2014 год в России было зарегистрировано 562 женщины-хоккеистки, на 2015 год — 712 человек, на 2018 год — 2376 человек.

## Выступления на Олимпийских играх
- 1998 — не участвовала
- 2002 — 5 место
- 2006 — 6 место
- 2010 — 6 место
- 2014 — результат аннулирован (6-е место)[5]
- 2018 — 4 место (как сборная ОСР)
- 2022 — 5 место (как сборная ОКР)

## Выступления на чемпионатах мира
- 1987—1994 — не участвовала
- 1997 — 6 место
- 1999 — 6 место
- 2000 — 5 место
- 2001 —  3-е место
- 2003 — чемпионат не состоялся
- 2004 — 5 место
- 2005 — 8 место
- 2007 — 7 место
- 2008 — 6 место
- 2009 — 5 место
- 2011 — 4 место
- 2012 — 6 место
- 2013 —  3-е место
- 2015 — 4 место
- 2016 —  3-е место
- 2017 — 5 место
- 2019 — 4 место

## Выступления на чемпионатах Европы
- 1989—1993 — не участвовала
- 1995 — победа в «Группе Б», 7 место в общем зачёте
- 1996 —  2-е место

С 1997 года Чемпионат Европы больше не проводится.

## Международные хоккейные турниры
- Турнир четырёх наций
- золото: 2 — (2012 {декабрь}, 2014 {декабрь})
- серебро: 1 — (2013 {август})
- бронза: 14 — (2007 {февраль}, 2007 {декабрь}, 2008 {февраль}, 2008 {декабрь}, 2009 {февраль}, 2009 {октябрь}, 2009 {декабрь}, 2011 {декабрь}, 2012 {февраль}, 2013 {февраль}, 2013 {декабрь}, 2015 {февраль}, 2015 {декабрь}, 2016 {декабрь})
- Турнир пяти наций
- золото: 2 — (2015, 2017)
- Кубок шести наций
- бронза: 4 — (2009, 2011, 2014, 2016)
- Турнир Nations Cup
- бронза: 1 — (2017)
- Meco Cup
- золото: 1 — (2018)